# Assemblea Legislativa de Bengala Oriental
L'Assemblea Legislativa de Bengala Oriental va ser l'òrgan legislatiu de la província de Bengala Oriental i Assam al Pakistan. El seu nom es va canviar posteriorment Assemblea Legislativa del Pakistan Oriental i seria succeïda pel Jatiyo Sangshad el 1971.

## Presidents
| Nom                   | Elegit |
| --------------------- | ------ |
| Abdul Karim           | 1948   |
| Abdul Hakim           | 1954   |
| Abdul Hamid Chowdhury | 1962   |